# 圧状
圧状（あつじょう/えんじょう/おさえじょう/おうじょう）とは、中世日本の法制用語の1つ。様式・内容を問わず、強制によって作成された文書。作成者の自由意思によって作成された文書（自由状・自発之状）と対比される。

## 概要
立場が強い者が弱い者を圧迫して権利譲渡などの文書（乞索文）を作成させたり、裁判で虚偽の証言を行わせたり、地頭などが拷問などによって白状（調書）を書かせるなどによって作られた文書などがそれにあたる。
後日に作成者より乞索文であるとの訴えが出されて訴訟機関に圧状と認定された場合や、裁判に証拠として出された文書が圧状であると訴訟機関に判断された場合には無効とされた。もっとも、当時の裁判は証拠文書の審査が中心であったこと、同じく訴訟で問題となった謀書作成とは異なり、「圧状を責め取る（圧状の作成を強要して取得する）」こと自体は罪に問われることがなかったことから、圧状の作成が広く行われていた。